# Santos-palota
A Santos-palota az uruguayi Montevideo belvárosának egyik értékes műemléke. A 19. század végén épült palota nevét Máximo Santos elnökről kapta. 1955 óta az uruguayi külügyminisztériumhoz tartozik, ma protokollrendezvények tartására használják.

## Története
A palotát Máximo Santos elnök építtette saját maga számára rezidenciának. A korban szokatlan pompájú épület már az építkezés kezdetétől fogva sokak figyelmét felkeltette. A márványdíszeknek, a fafaragásoknak, valamint a frízek, a mennyezetek és a faldíszek gipszmunkáinak kivitelezésére az akkori legkiválóbb kézműveseket szerződtették. A fényűző bútorokkal berendezett palotát, amely különböző források szerint 1885-re vagy 1886-ra készült el, múzeum–palotának is nevezték. Az 1960-as években felújították, az 1970-es években pedig az Avenida 18 de Julio út felújítása során az út alatt egy alagútra bukkantak, amely a szomszédos háztömbbel kötötte össze a palotát. Valószínűleg ez az alagút lehetett az alapja a régóta keringő legendáknak, amelyek titkos alagutakról szóltak. Az épületet 1975-ben nemzeti műemlékké nyilvánították. A 2010-es években egy újabb felújítás során öt rétegnyi festék alatt régi festményekre bukkantak, amelyeket valószínűleg a svájci Martino Perlasca készített a 19. század végén.

## Az épület
A belvárosban álló, a környező magas épületek között feltűnően alacsony, az Avendida 18 de Julio irányából egyszintes, a lejtős Cuareim utca alsóbb részén emeletessé váló palota stílusa eklektikus, ötvöződnek benne a klasszicizmus, az itáliai reneszánsz és a barokk elemei is. A palota déli oldalán a főbejárat mellett kettő-kettő, a nyugati oldalon 11 ablakkal rendelkezik, amelyek mindegyike lent balusztráddal, fent pilaszterek által „tartott” timpanonnal van díszítve. A kor szokásának megfelelően a szobák belső udvarok (konkrétan két udvar) köré szerveződnek benne; ezeknek az udvaroknak gazdagon díszített üvegmennyezete van. A központi udvar, az úgynevezett Patio de la Fuente („szökőkút-udvar”) nevét a benne álló, egy darabból kialakított márvány szökőkútról kapta, amelynek barokkos szobra egy gyermeket ábrázol egy delfinnel. Az üvegtetőt, amely a nemzeti címert is ábrázolja, az 1930-as években alakították ki. A másik udvar, a Patio Colonial („gyarmati udvar”) macskakövekkel van kikövezve, mivel régen itt hajtottak be a kocsik. Az udvaron egy Polinéziából származó, a Pandanus vetchli fajhoz tartozó csavarpálma nő, amely az egyetlen ilyen növény egész Uruguayban. A palota termei közül kiemelkedik az ünnepi szalon, ahol Santos elnök több fényűző bútora, valamint feleségének ékszeresdoboza is helyet kapott. Az 1996-ban felújított fizenzei szalon nevét falfestményeiről kapta, nevezetessége, hogy itt az uruguayban igen ritka grisaille technikát alkalmazták. Az étkezőszalonban régi bútorok mellett egy hivatalos étkezéseken használt étkészlet is megtalálható.

## Képek

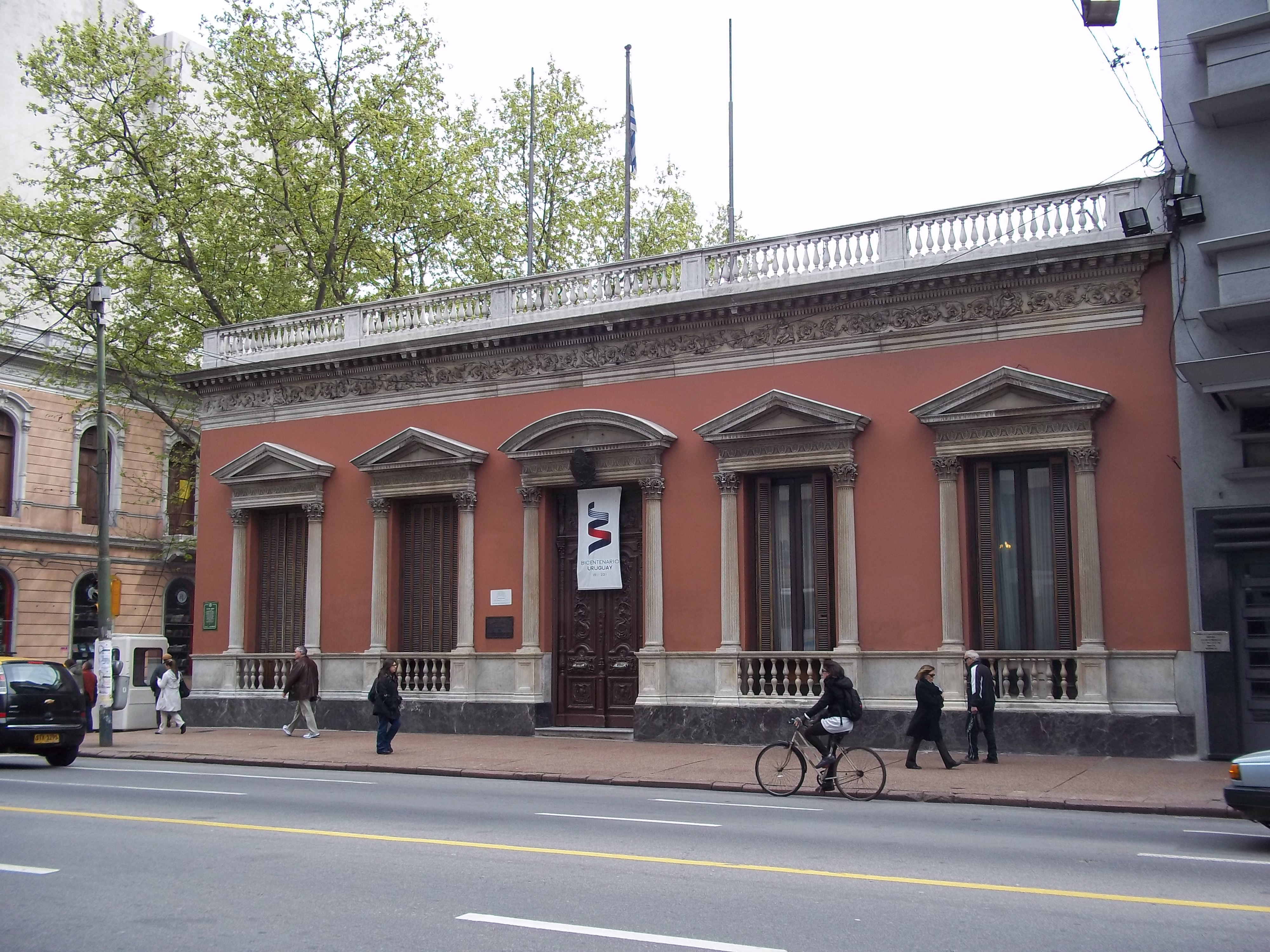
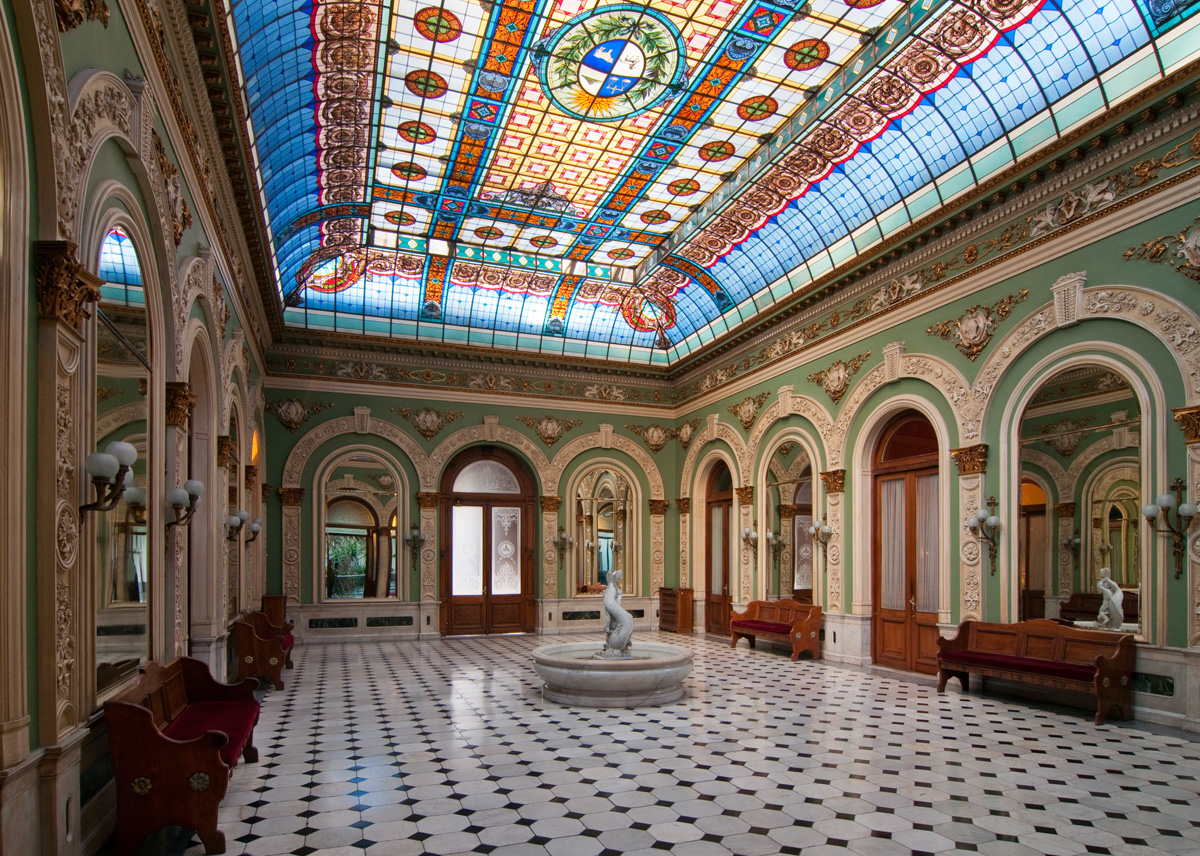
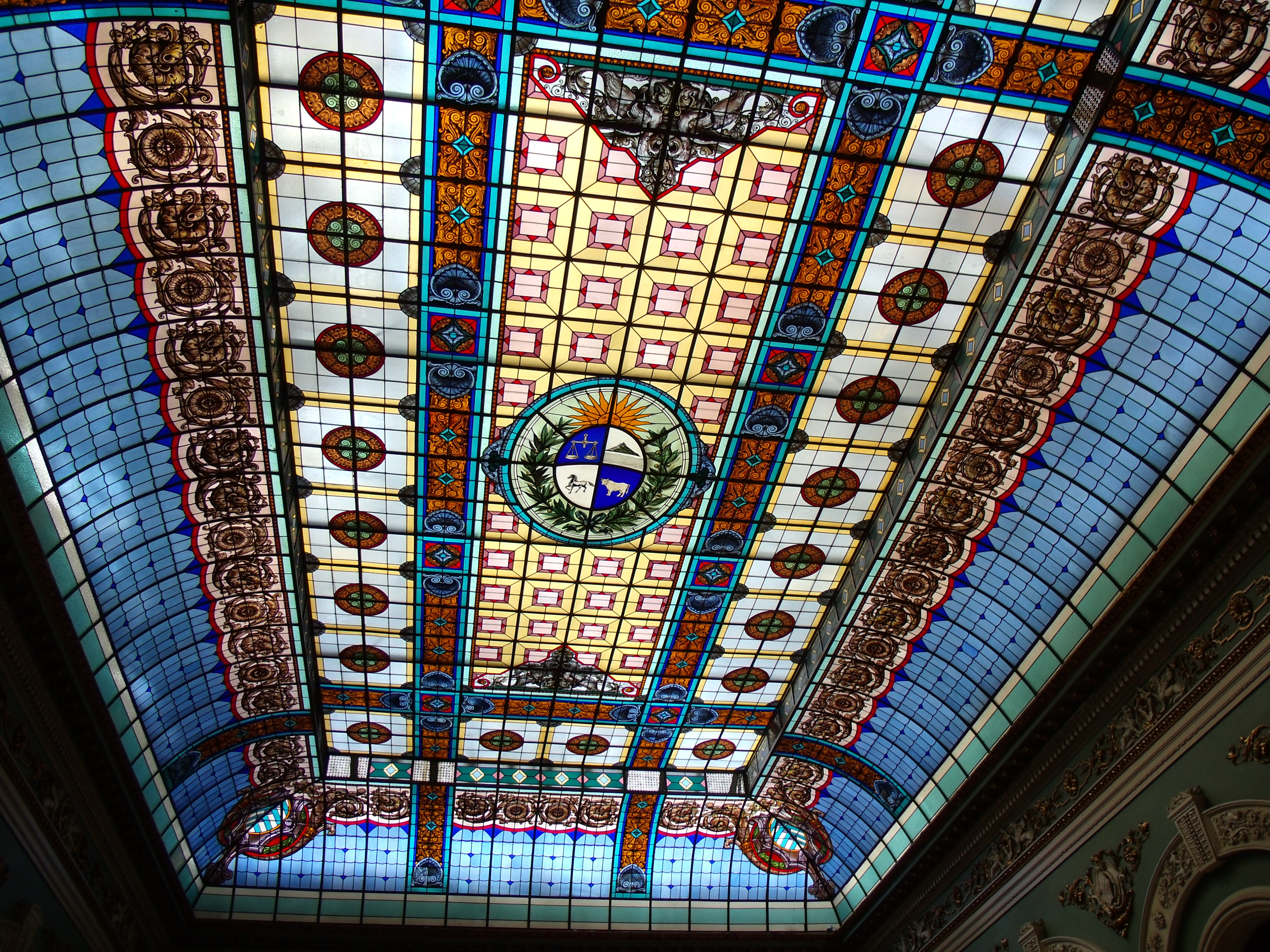
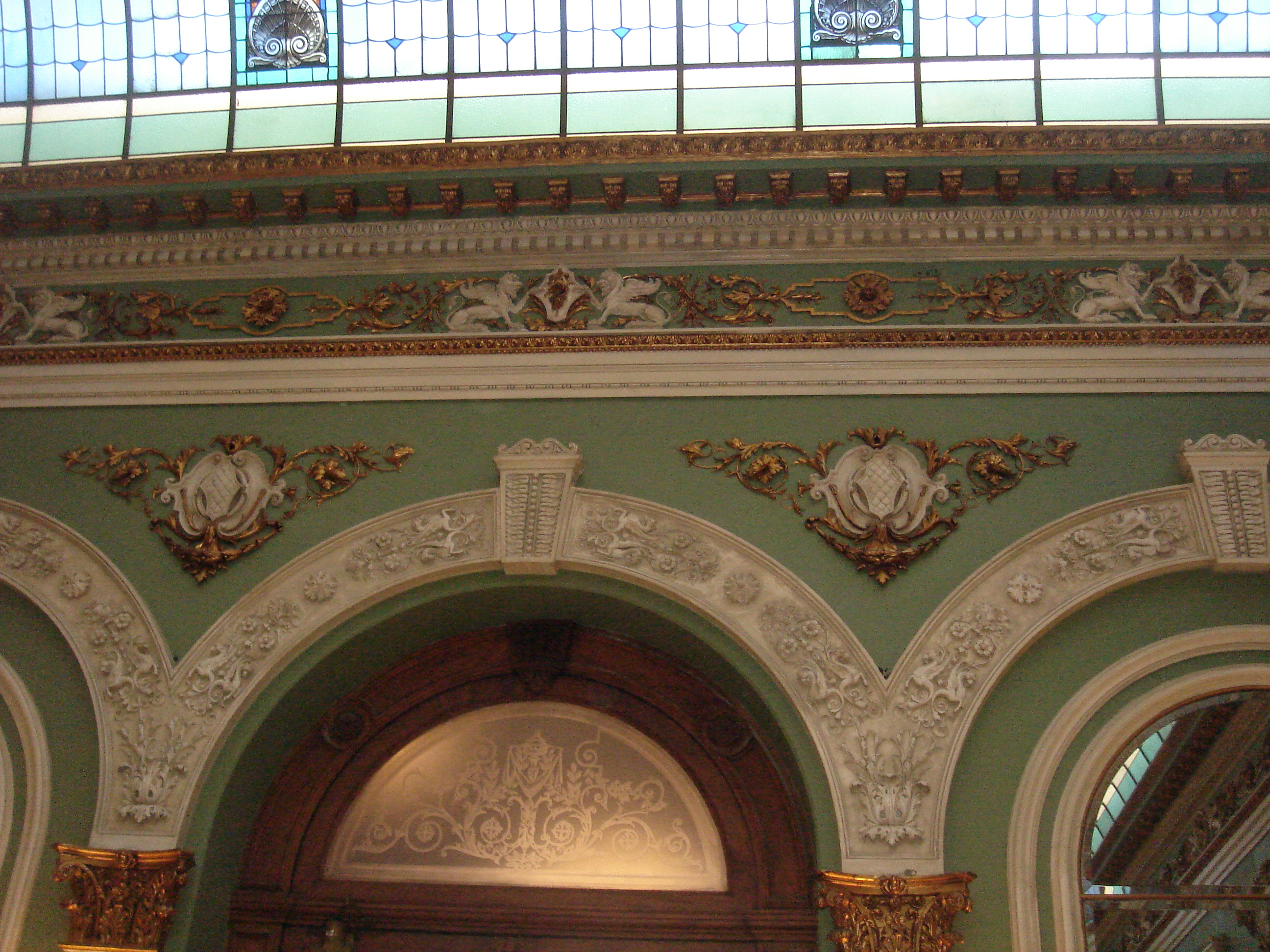